# Parotior
Parotior (Parotia) är ett släkte med fåglar i familjen paradisfåglar inom ordningen tättingar.  Släktet sex arter som alla förekommer på Nya Guinea:
- Vitkronad parotia (P. carolae)
- Bronsparotia (P. berlepschi)
- Arfakparotia (P. sefilata)
- Långstjärtad parotia (P. wahnesi)
- Silverborstad parotia (P. lawesii)
- Östlig parotia (P. helenae)